# Hassler Whitney
Hassler Whitney (23. března 1907, New York, USA – 10. května 1989, Princeton, New Jersey) byl americký matematik. 
Zpočátku se zabýval zejména teorií grafů, vyvrcholením tohoto období v jeho tvůrčí kariéře je článek z roku 1935, ve kterém zavedl pojem matroidu, který je pro moderní kombinatoriku klíčový. Později se zabýval zejména varietami, kde je zakladatelem tzv. teorie singularit. V roce 1982 obdržel Wolfovu cenu za matematiku.